# James Stanley, 7. Earl of Derby

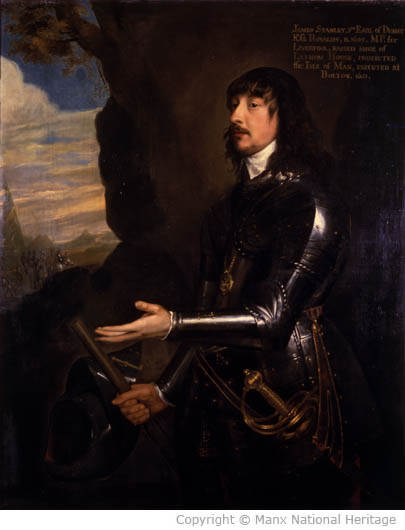
James Stanley, 7. Earl of Derby

James Stanley, 7. Earl of Derby KG (* 31. Januar 1607 in Knowsley; † 15. Oktober 1651 in Bolton) war ein englischer Peer, Politiker und Militär. Er kämpfte auf der Seite Karls des I. im Englischen Bürgerkrieg.

## Leben
James Stanley kam am 31. Januar 1607 als ältester Sohn von William Stanley, 6. Earl of Derby, und Lady Elizabeth de Vere zur Welt und wird manchmal stilisierend auch der Great Earl of Derby genannt. Zu Lebzeiten seines Vaters führt er den Höflichkeitstitel Lord Strange.
Seine Großeltern väterlicherseits waren Henry Stanley, 4. Earl of Derby und Lady Margaret Clifford. Margaret war die Tochter von Henry Clifford, 2. Earl of Cumberland und Lady Eleanor Brandon. Eleanor war das dritte Kind von Charles Brandon, 1. Duke of Suffolk, und Maria Tudor. Maria wiederum war das fünfte Kind von König Heinrich VII. und Elizabeth of York.

## Frühe Laufbahn
Nachdem er verschiedentliche Reisen unternommen hatte, wurde er 1625 als Burgess für Liverpool ins englische House of Commons gewählt. Am 2. Februar 1626 wurde James Stanley anlässlich der Krönung Karls I. zum Knight of the Bath geschlagen. Gemeinsam mit seinem Vater wurde er im demselben Jahr noch Lord Lieutenant von Lancashire und Cheshire und Kämmerer der Stadt Chester. Nachträglich wurde er zum Lord Lieutenant von North Wales ernannt und am 7. März 1628 durch Writ of Summons als Baron Strange in das House of Lords berufen.

## Englischer Bürgerkrieg
Er beteiligte sich nicht an den politischen Debatten zwischen König und Parlament und zog es vor, auf dem Lande zu jagen und sich um seinen eigenen Landbesitz bei Hofe und im politischen Leben zu kümmern. Ungeachtet dessen schloss er sich dem König an, als der Englische Bürgerkrieg 1642 ausbrach. Mit dem Tode seines Vaters am 29. September 1642 erbte er die Earlswürde.
Seine erfolgversprechender Plan, Lancashire am Anfang zu schützen und Truppen dort zu verstärken, wurde von Karl I. zerschlagen, von dem erzählt wurde, dass er auf die königliche Abstammung und auf Macht des Earl of Derby eifersüchtig gewesen wäre und ihn deshalb nach Nottingham versetzt habe.

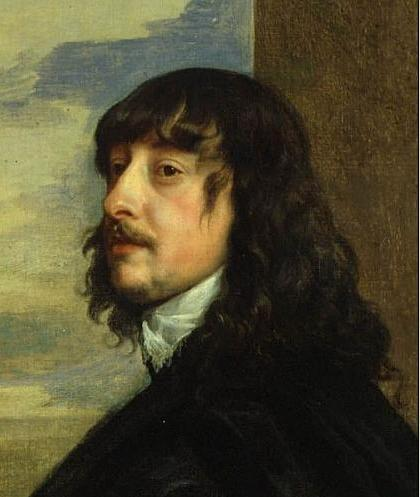
James Stanley, circa 1636–1637

Die folgende Versuche des Earls, die Grafschaft wiederzugewinnen, waren nicht erfolgreich. Ihm gelang es nicht, Manchester zu erobern. Er wurde in der Schlacht von Chowbent und in der Schlacht von Lowton Moor besiegt. Nach der Eroberung von Preston scheiterten Angriffe auf Bolton Castle und Lancaster Castle. Nachdem er dem Angriff von Sir William Brereton auf Warrington abgewehrt hatte, wurde er in der Schlacht von Whalley besiegt und zog sich nach York zurück. Warrington ergab sich daraufhin den feindlichen Streitkräften.
Im Juni 1643 brach er zur Isle of Man auf, um dort eigene Angelegenheiten zu klären. Im Sommer 1644 nahm er an dem erfolgreichen Feldzug in den Norden von Prinz Ruprecht von der Pfalz teil, in dessen Verlauf Lathom House befreit wurde, wo seine Frau Charlotte de La Trémoille heldenhaft während der Belagerung von Lathom House gekämpft hatte. Auch Bolton le Moors, das heute nur noch als Bolton bekannt ist, wurde erobert. Die Festung Greenhalgh Castle bei Garstang ergab sich nach zweijähriger Belagerung 1645 nach der Zusicherung, dass die Belagerten unversehrt abziehen durften.
Er folgte Prinz Rupert in die Schlacht von Marston Moor. Nachdem Karl I. im Norden vollständig besiegt war, zog er sich auf die Isle of Man zurück, wo er für den König ausharrte und flüchtenden Royalisten Asyl gewährte. Seine Verwaltung der Insel ahmte die Politik von Strafford in Irland nach. Sie war mehr streng als gerecht. Er behielt den Oberbefehl, belebte den Handel, beseitigte einige Missstände und schützte das Volk vor Zwangseintreibungen der Kirche. Aber er zerschlug die Opposition, indem er deren Führer inhaftierte und sie wegen der Forderungen nach Abschaffung des Besitzrechtes und der Einführung des Pachtrechtes der anhaltenden Agitation beschuldigte.
Im Juli 1649 lehnte er verächtlich die Bedingungen ab, die ihm Henry Ireton anbot. Am 12. Januar 1650 wurde er als Knight Companion in den Hosenbandorden berufen. Karl II. übertrug ihm das Kommando über die Truppen in Lancashire und Cheshire, und am 15. August 1651 landete er bei Wyre Water in Lancashire, um die Invasion von Karl II. zu unterstützen. Er traf den König am 17. August. Der Versuch, nach Warrington vorwärtszukommen, scheiterte an seiner Ablehnung Covenanters zu übernehmen, um nicht die Unterstützung der Presbyterianer zu verlieren. Am 25. August wurde er in der Schlacht von Wigan Lane vollständig besiegt. Er selbst wurde mehrfach verwundet und flüchtete unter großen Schwierigkeiten.
In Worcester schloss er sich Karl II. an. Nach der Schlacht von Worcester am 3. September begleitete er den König auf seiner Flucht bis Boscobel House. Auf seinem Weg allein in den Norden wurde er in der Nähe von Nantwich gefangen genommen und erhielt Pardon. Aufgrund des Kriegsgerichte in Chester am 29. September und der Tatsache, dass kurz zuvor das Parlament ein Gesetz verabschiedet hatte, dass all jene, die Verbindung zu Karl II. hatten, des Verrats schuldig seien, wurde er als Verräter und nicht als Kriegsgefangener betrachtet, sein Pardon abgelehnt und zum Tode verurteilt. Als sein Gesuch um Begnadigung vom Parlament trotz der Unterstützung durch Oliver Cromwell abgelehnt wurde, unternahm er einen Fluchtversuch. Er wurde wieder gefasst und am 15. Oktober 1651 in Bolton wegen seines Anteils am Bolton Massaker hingerichtet. Er wurde in der Kirche von Ormskirk begraben.
Lord Derby war ein Mann von tiefer religiöser Überzeugung und großer Vornehmheit, der, obwohl auf dem Schlachtfeld ohne Erfolg, für die Sache des Königs zielgerichtet und ohne Erwartung einer Belohnung kämpfte. Sein politisches Wirken wurde in den späteren Phasen des Kampfes durch seine Ablehnung der Schotten eingeschränkt, die meinten, dass er am Tode des Königs schuldig und ihn zur Wiederherstellung der Monarchie ungeeignet sei. Nach Edward Hyde, 1. Earl of Clarendon war er „ein Mann von großer Ehre und einem offensichtlichen Mut“ und seine Schwächen das Ergebnis einer geringen Weltkenntnis.

## Werke
- A Discourse concerning the Government of the Isle of Man. (gedruckt z. B. in den Stanley Papers und in Francis Pecks Desiderata Curiosa, Band II)

## Heirat und Kinder

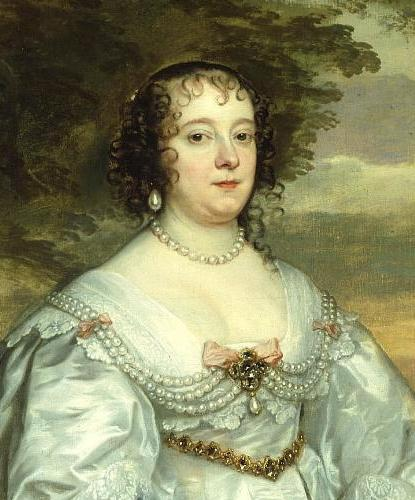
Charlotte de La Trémoille

Am 26. Juni 1626 heiratete er Charlotte de La Trémoille, die Tochter von Claude de Thouars und Charlotte Brabantia. Ihre Großeltern mütterlicherseits waren Wilhelm der Schweiger und Charlotte de Bourbon.
Sie selbst hatten miteinander vier Töchter und fünf Söhne. Nur vier ihrer Kinder haben anscheinend bis zu ihrer Heirat gelebt:
- Charles Stanley, 8. Earl of Derby (19. Januar 1628 – 21. Dezember 1672).
- Lady Henriette Mary Stanley (17. November 1630 – 27. Dezember 1685), ⚭ William Wentworth, 2. Earl of Strafford.
- Lady Amelia Ann Sophia Stanley, ⚭ John Murray, 1. Marquess of Atholl.
- Lady Catherine Stanley, ⚭ Henry Pierrepont, 1. Marquess of Dorchester.

Die zwei Söhne von Charles William Stanley, 9. Earl of Derby (um 1655–1702) und James Stanley, 10. Earl of Derby (1664–1736) starben beide, ohne Söhne zu hinterlassen. Folgerichtig fielen nach seinem Tode von James alle seine Ländereien und seine Titel Sir Edward Stanley (1689–1776) zu, der ein Nachkomme des ersten Earls war. Die Earls of Derby sind alle seine Nachfahren.